# Années 1990
 (mai 2022).
- Si vous ne connaissez pas le sujet, laissez ce bandeau (vous pouvez alors contacter les auteurs).
- Si vous supprimez le contenu mis en cause (vous pouvez préalablement contacter les auteurs),

argumentez précisément cette suppression dans la page de discussion
(un manque de référence n'est pas un argument ; une recherche réelle de référence doit avoir été effectuée, être formellement documentée).
Les années 1990 couvrent la période de 1990 à 1999. Les années 1990 sont marquées par l'effondrement du bloc de l'Est et la fin de la guerre froide. Tant dans ces pays qu'en Occident, cet évènement accélère le déclin de l'idéologie communiste et voit un grand nombre de pays se convertir au libéralisme. La république populaire de Chine s'ouvre au commerce international et aux investissements étrangers. 
Elles furent marquées par plusieurs guerres telles que les guerres de Yougoslavie, les guerres en Tchétchénie, le début de la deuxième guerre du Congo, la dislocation de l'URSS. Le génocide des Tutsis au Rwanda fut un des évènements les plus atroces du XXe siècle.
Alors que la fin du monde bipolaire est symbolisée par la chute du mur de Berlin (9 novembre 1989) puis actée par la dislocation de l'URSS (26 décembre 1991), le début des années 1990 marque l’émergence du système unipolaire dominé par l’hégémonie de l’hyperpuissance américaine,,,. Cette redéfinition de l'équilibre des puissances débouche sur l'émergence de la mondialisation, et l'instauration d'un « nouvel ordre mondial ». Les conséquences principales sont : la dissolution du pacte de Varsovie et l'adhésion de pays d'Europe centrale à l'Organisation du traité de l'Atlantique nord (OTAN), la réunification allemande, la Première guerre du Golfe contre l'Irak, un relatif désarmement nucléaire des grandes puissances, les accords d'Oslo comme tentative de résolution du conflit israélo-arabe.
Les années 1990 sont également marquées par la fin de l'apartheid en Afrique du Sud, illustrée par la figure de Nelson Mandela.
Les années 1990 sont marquées par le développement des ordinateurs personnels multimédias, la démocratisation d'Internet avec l'email et le World Wide Web, la démocratisation de la téléphonie mobile, ainsi que l'engouement pour les « nouvelles technologies » avec le boom des start-ups. La décennie voit le début des biotechnologies avec le premier clonage, les organismes génétiquement modifiés (OGM), le début du séquençage du génome humain et l'introduction du test ADN par la police scientifique. Le Global Positioning System (GPS) devient opérationnel. En mathématiques, le dernier théorème de Fermat est prouvé par Andrew Wiles ; en astronomie, l'existence de la matière noire et de l'énergie noire est postulée, celle des naines brunes et de planètes hors du système solaire est confirmée, et le télescope spatial Hubble apporte une révolution.
En Occident, on note la popularisation de la musique techno. Le hip-hop monte en puissance et devient l'un des styles les plus populaires à la fin de la décennie. Le sida devient une épidémie importante, notamment dans les pays en développement, et influe sur les comportements sexuels (safe sex). La démocratisation de la télévision par câble et satellite et la libéralisation des ondes apporte une diversification des programmes. L'industrie du jeu vidéo se développe également, et son chiffre d'affaires finit par dépasser celui de l'industrie cinématographique.

## Évènements majeurs

### Guerres et conflits

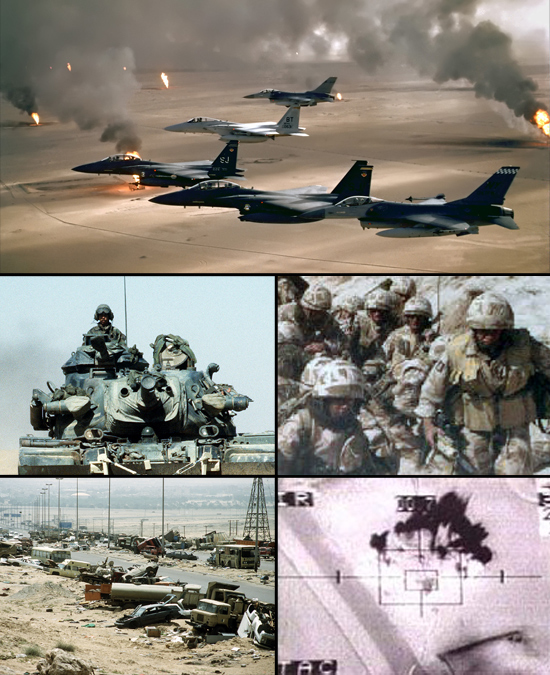
La guerre du Golfe.

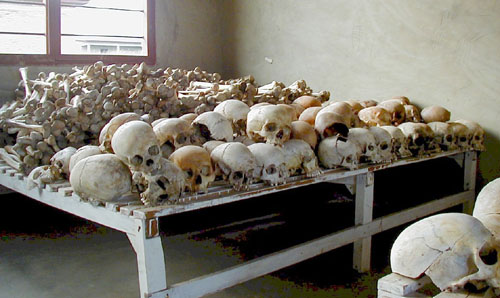
Génocide des Tutsis au Rwanda.

- Après la chute de l'URSS, la Russie s'est engagée dans plusieurs conflits durant la décennie 1990 : guerre civile du Tadjikistan (1992-1997), conflit en Ossétie du Nord de 1992, guerre du Dniestr (1992), première guerre de Tchétchénie (1994-1996), invasion du Daghestan (1999), seconde guerre de Tchétchénie (1999-2009). Les guerres en Tchétchénie ont fait plus de 350 000 victimes, en grande majorité des civils.
- La guerre du Golfe, dite aussi guerre du Koweït ou seconde guerre du Golfe si l'on compte la guerre Iran-Irak, fit 25 000 à 100 000 victimes.
- Au Cambodge, l'entrée en vigueur de la nouvelle constitution, adoptée en 1993, marque la fin théorique de la troisième guerre d'Indochine, conformément à l'accord de paix signé à Paris en 1991, mais la guérilla des Khmers rouges n'est définitivement éradiquée qu'en 1999.
- Les guerres de Yougoslavie furent les plus meurtrières en Europe depuis la fin de la Seconde Guerre mondiale. On estime que le bilan humain de ces guerres s'élève à 300 000 morts dont deux tiers de civils, s'accompagnant de 4 millions de personnes déplacées[7]. Beaucoup des principaux personnages clés impliqués furent ou sont poursuivis pour crimes de guerre. Le Siège de Sarajevo, de 1992 à 1996, est le plus long siège de l'histoire de la guerre moderne, après le siège de Homs.
- Le génocide des Tutsis au Rwanda fut perpétré entre avril à juillet 1994. L'ONU estime qu'environ 800 000 Rwandais[8], en majorité tutsis, ont perdu la vie durant ces trois mois. L'ampleur du massacre (en trois mois, 1 million de personnes sont tuées selon les autorités rwandaises après recensement, 800 000 selon l'ONU et l'OUA), sa cruauté et le nombre d'exécutants en font un des évènements les plus atroces du XXe siècle.
- La guerre civile au Liberia (1989-1996) coûta la vie à près de 150 000 personnes, des civils pour la plupart, et a provoqué un effondrement total de l'État du Liberia. La Deuxième guerre civile libérienne démarra en 1999 et fit entre 150 000 et 300 000 victimes
- La guerre civile sierraléonaise fit 50 000 tués et 2,5 millions de déplacés.
- La guerre civile algérienne opposant l'État à l'opposition islamiste, appelée « Décennie noire », fit entre 60 000 et 150 000 victimes selon les sources.
- La guerre civile somalienne plonge la Somalie dans une famine qui fait près de 220 000 victimes[9], dont plus de 100 000 pour la seule période qui va de 1992 à 1994.
- La guerre entre l'Éthiopie et l'Érythrée fait 100 000 morts.
- La Deuxième guerre du Congo démarra en 1998, engendrant maladies, famines et destruction du lien social. Le bilan serait de 4 à 6 millions de morts, le conflit se poursuivant en 2015[10].

### Géopolitique
- La chute de l'URSS (traité de Minsk le 8 décembre 1991) marque la fin de la Guerre froide et la réunification allemande. Les pays ex-communistes de l'Europe centrale et de l'Est commencent leur transition vers une économie capitaliste. Le 12 mars 1999, la Hongrie, la Pologne et la Tchéquie sont les trois premiers pays de l'Est à entrer dans l'OTAN.
- Le sommet de la Terre de Rio de Janeiro (1992) puis le Protocole de Kyoto (1997) sont des étapes importantes vers une politique environnementale mondiale. Le premier forum mondial de l'eau se tient par ailleurs à Marrakech en 1997.
- L'attentat d'Oklahoma City (1995) fut l'acte terroriste le plus destructeur sur le sol américain jusqu'aux attentats du 11 septembre 2001, avec la mort de 168 personnes et plus de 680 blessés. L'explosion (camions piégés) a détruit ou endommagé 324 bâtiments dans un rayon de seize pâtés de maisons.
- Le Deuxième référendum du Québec, en 1995, est soldé par un échec, avec 49,42 % de oui 50,58 % de non.
- En Afrique du Sud, l'apartheid est aboli en juin 1991, et Nelson Mandela devient président de la république d'Afrique du Sud en mai 1994. Il le restera jusqu'en 1999, ayant souhaité ne faire qu'un seul mandat.

### Catastrophes naturelles

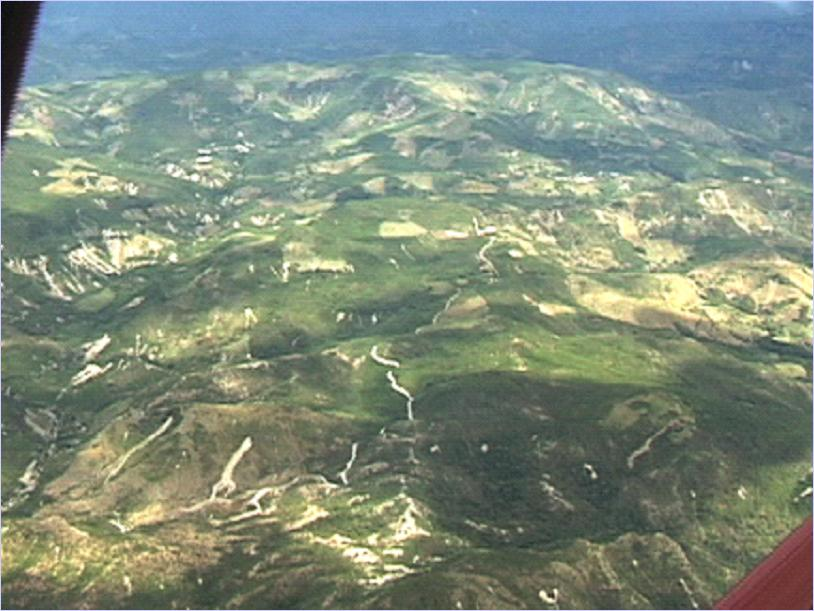
Déforestation au Honduras, exacerbée par le cyclone Mitch d'octobre 1998.

De nombreux séismes meurtriers eurent lieu durant cette décennie. En 1990, un tremblement de terre, d'une magnitude de 7,3 sur l'échelle de Richter, fit 37 000 morts en Iran. En 1993, un autre, d'une magnitude de 6,3, fit plus de 7 000 morts en Inde. Le séisme de 1995 à Kobe fit plus de 6 000 morts et détruisit le port de cette ville. Enfin, le séisme de 1999 à Izmit, d'une magnitude de 7,4 sur l'échelle de Richter, fit plus de 17 000 morts et 30 000 disparus.
En 1998, l'ouragan Mitch, parmi les ouragans les plus intenses depuis que sont enregistrées des données météorologiques, fit plus de 9 000 morts en Amérique centrale. En 1999, le cyclone d'Orissa provoqua la mort de plus de 9 000 personnes en Inde.
La sécheresse de 1997 provoque une famine en 1998 au Soudan.
Selon la Croix-Rouge, l'année 1998 a été « la pire de toutes celles enregistrées et a connu plus de dommages que jamais auparavant, obligeant 25 millions de personnes à devenir des réfugiés », dont le nombre a dépassé, « pour la première fois, les personnes déplacées pour cause de guerre. »

## Économie et société

### Économie
Les inégalités se sont accentuées. Si, à la fin des années 1960, l'écart de revenus entre les 20 % les plus riches et les 20 % les plus pauvres de la population mondiale était de trente pour un, cet écart atteint en 1990 soixante pour un, puis soixante-quatorze pour un en 1998.

### Évolution des droits de l'Homme
La Convention internationale des droits de l’enfant entre en vigueur en 1990. En 1991 a lieu la première rencontre internationale des institutions nationales de promotion et de protection des droits de l'Homme, organisée par la Commission nationale consultative des droits de l'homme (CNCDH), à Paris, sous l'égide des Nations unies. En décembre 1993, la Déclaration et programme d'action de Vienne est adopté par l'Assemblée générale des Nations unies, qui accorde une large place à la démocratie et au développement, considérés comme faisant partie intégrante des droits de l'homme, et qui appelle tous les États parties à créer des institutions nationales garantes des droits de l'homme et Haut-Commissariat des Nations unies aux droits de l'homme.

### Conflits sociaux
L'historien Chris Harman souligne qu'« en Europe de l'Ouest, les années 1990 ont vu la chute du gouvernement Berlusconi, en Italie, après une vague de grèves ; en France, en novembre-décembre 1995, le renouveau soudain de la lutte des classes s'est traduit par un mois de manifestations et de grèves qui furent suivies par la chute du gouvernement Juppé ; une vague de grèves et de protestations a secoué l'Allemagne ; une grève générale a éclaté au Danemark. Des vagues de grèves successives se sont abattues sur la Corée du Sud ; des grèves générales ont eu lieu en Colombie et en Équateur ; et la vieille dictature - trente-deux ans - du général Soeharto en Indonésie s'est écroulée après des manifestations et des émeutes spontanées et massives. »

### Vieillissement de la population et morts prématurées
Dans les années 1990, le paludisme était annuellement la cause de 400 à 900 millions de cas de fièvres, et entre 700 000 et 2,7 millions de morts, soit en moyenne un mort toutes les 30 secondes.

## Environnement

### Biodiversité

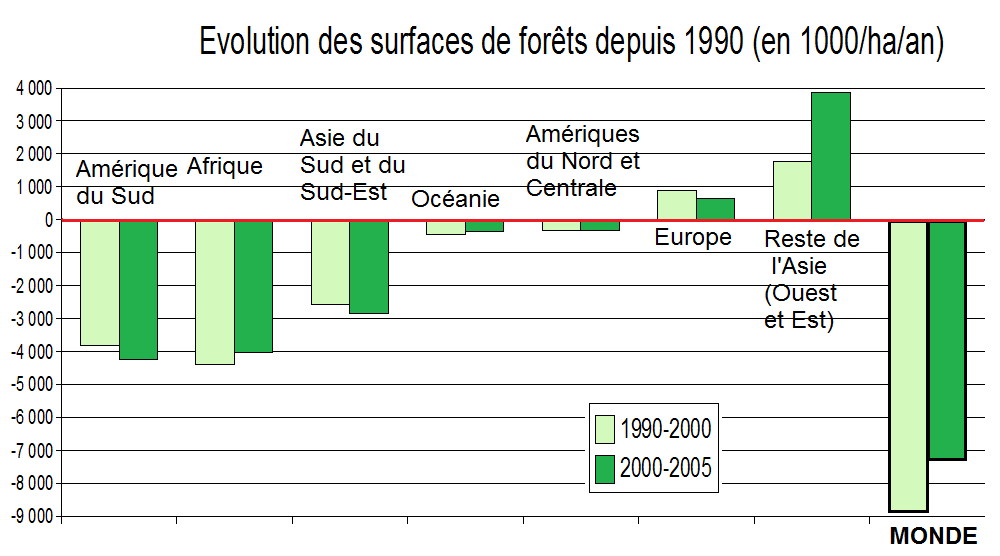
Déforestation et diminution des surfaces de forêts entre 1990 et 2005, et notamment dans les années 1990.

En 2016, une étude du WWF (Fonds mondial pour la nature) indique que plus de la moitié des vertébrés ont disparu en 40 ans, de 1970 à 2012. Les milieux d’eau douce sont les plus affectés, avec un effondrement de 81 % sur la période, devant les espèces terrestres (− 38 %) et celles marines (− 36 %). Cette tendance est importante durant toute la décennie, en raison des pressions sur les habitats naturels (artificialisation, déforestation, pollutions, dérèglement climatique, catastrophes naturelles), et des excès de prélèvements au milieu (braconnage, chasse, pêche).

## Inventions, découvertes, introductions

### Révolution du numérique

Le logo historique, créé par Robert Cailliau, de World Wide Web.

Le micro-ordinateur se propage dans les foyers occidentaux, et avec lui le système d'exploitation Microsoft Windows. Mais un système d'exploitation libre, Linux, est également développé. Internet commence à être adopté par le grand public, notamment popularisé par l'email et l'invention du World Wide Web.
Dans les entreprises, les progiciels de gestion intégrés ou ERP sont déployés, en extensions des fonctions des MRP (planification des ressources de production). Elles sont adoptées comme solution dans de nombreuses entreprises pour le passage informatique à l'an 2000 et le passage à l'euro (dans la zone euro).
On assiste à une convergence numérique (son, image, vidéo, signal télé et téléphonie, etc.), et le téléphone portable (ou mobile) se popularise, notamment avec l'entreprise finlandaise Nokia.

### Sciences naturelles
En agriculture, les organismes génétiquement modifiés (OGM) se développent pour certaines espèces aux États-Unis. Ils sont introduits en 1996. Le maïs et le coton sont les cultures OGM qui se développent le plus rapidement (atteignant respectivement près de 50 % et 40 % des cultures de ces plantes aux États-Unis en 2000).
Le premier clonage d'un mammifère est réalisé avec la naissance de la brebis Dolly le 5 juillet 1996 en Écosse.
En astronomie, la première exoplanète est découverte.

### Ingénierie
Le tunnel sous la Manche, plus grand tunnel sous-marin au monde, est inauguré le 6 mai 1994.

## Culture

### Musique

#### Acid jazz
Également appelé groove jazz, l'acid jazz est un style musical qui combine des influences de jazz avec des éléments issus de la soul music, du funk, du disco et du hip-hop et ayant pour porte-drapeau des artistes comme Jamiroquai. 

#### Rock
Les années 1990 furent marquées par la mort de Freddie Mercury et l'explosion d'un nouveau genre musical, appelé le grunge. Apparu dans la fin des années 1980 à Seattle, sous la poussée du label Sub Pop, le grunge est un sous-genre du rock alternatif, avec des sonorités issues du rock indépendant, du punk hardcore et du heavy metal. Il est reconnaissable par un rythme agressif, des riffs accrocheurs et des paroles axés sur la rébellion.
Le grunge devient populaire avec la sortie inattendue, en septembre 1991, de l'album Nevermind du groupe Nirvana, qui prend la tête des ventes de disques. Dans sa foulée médiatique, d'autres groupes de la région comme Pearl Jam, Soundgarden et Alice in Chains deviennent célèbres. Ces artistes apparaissent comme les porte-drapeaux d'un nouveau mouvement anticonformiste (comme le fut jadis le punk), dans laquelle les adolescents du monde entier se retrouveront.
Ce raz-de-marée culturel prendra fin en 1994, après le suicide de Kurt Cobain, chanteur et guitariste de Nirvana. Néanmoins, son influence continuera d'exister à travers le post-grunge, qui occupera une très grande partie de la production rock contemporaine. Grâce au grunge, le rock alternatif gagnera de l'importance avec des groupes aussi variés que Faith No More, Foo Fighters, Rage Against the Machine, Red Hot Chili Peppers, R.E.M., Smashing Pumpkins, Stone Temple Pilots, Green Day et The Offspring.
Ce nouveau climat favorise l'émergence de la britpop au Royaume-Uni. Ce terme également marketing désigne des jeunes groupes anglais s'inspirant du vieux rock avec une inspiration plus pop. Les leaders de ce nouveau mouvement typiquement britannique sont Blur, Oasis et Radiohead. Ces trois groupes submergent le monde occidental dès le milieu des années 1990, et seront suivis par d'autres formations à succès comme Suede, Supergrass, et The Verve.
Le grand public assiste à la démocratisation du metal à travers deux sous-genres novateurs : le nu metal avec Deftones et Korn, ainsi que le metal industriel avec Marilyn Manson, Rammstein et Nine Inch Nails. Plus généralement, le « gros son » prend sa place dans de nombreuses productions de disques. Cette décennie voit d'ailleurs des formations plus extrêmes comme Sepultura ou Pantera connaître le succès commercial (le Far Beyond Driven de ces derniers se classe premier des ventes aux États-Unis à sa sortie tandis que le Roots des premiers est certifié disque d'or dans plusieurs pays dont la France). Dans les milieux plus undergrounds, la médiatisation du black metal en Scandinavie sera déclenchée par l'affaire du meurtre d'Euronymous (Mayhem) par Varg Vikernes (Burzum).
À la fin de cette décennie riche en rebondissements, le punk refait surface sous la forme pop punk et revèlera le groupe Blink-182 au grand public.

#### Musiques électroniques
La new wave s'efface au profit de la house, de la techno et de la trance. Seuls les poids lourds du genre que sont Depeche Mode, Eurythmics, New Order, Pet Shop Boys, The Cure et Simple Minds tirent leur épingle du jeu sur la scène internationale. Quant à U2, il s'oriente vers un son résolument plus rock.
Les musiques électroniques se popularisent en discothèque et en rave party grâce à divers mouvements underground. L'acid house et la new beat laissent la place dans les clubs et les raves à la techno, qui naquit à Détroit (États-Unis) dans les studios de Kevin Saunderson, Juan Atkins et Derrick May et à la trance, plus mélodieuse, synthétique et rythmée, née conjointement en Allemagne et sur les plages de Goa (Inde) au début des années 1990.
Cette même Techno devient plus dure grâce aux artistes issus de l'underground comme Manu le Malin, Micropoint et annonce l'avènement du hardcore et surtout du hardtechno qui depuis est régulièrement joué en rave ou free party. La dance, musique électronique légère, est toujours présente à la radio ainsi qu'en discothèque aux côtés de la house, cataloguée comme musique de clubs tandis que la jungle et le drum and bass, issues du reggae, du ragga et du dub, explosent dans les clubs underground de Londres.
Naissance de groupes dits electro tel que Daft Punk, The Prodigy, The Chemical Brothers, Fatboy Slim.
Apparition du mouvement trip hop et des musiques lounge, plus "planantes" ou plus "progressive", comme l'ambient ou le downtempo : Massive Attack, Portishead, Kruder und Dorfmeister, Moby et autres.

#### Hip-hop
Popularisation et âge d'or du rap et du mouvement hip-hop, notamment avec 2Pac, Dr. Dre, Mobb Deep, Snoop Dogg, The Notorious B.I.G., Eazy-E. N. W. A pour le gangsta rap et Cypress Hill,LL Cool J, Nas, Puff Daddy, Fugees, Wu-Tang Clan.
En France, on peut citer Arsenik, Assassin, Fonky Family, IAM, NTM, MC Solaar, Secteur Ä, Expression Direkt, Time Bomb, Les Sages Poètes de la rue.

#### R&B
Création du new jack swing et du RnB contemporain, appelé à l'époque à sa création en 1994 hip hop/soul, et premiers balbutiements de la neo soul. Artistes notables de la décennie : Mariah Carey (Artiste de la décennie), Michael Jackson, R. Kelly, Boyz II Men, Mary J. Blige, TLC, En Vogue, Blackstreet, Jodeci, Bobby Brown, Brandy, Destiny's Child, Erykah Badu, Lauryn Hill, D'Angelo, Maxwell, Babyface, Brian McKnight, Faith Evans ou encore Aaliyah.
Voir également catégorie:Groupe musical des années 1990.

### Cinéma
- Les films vainqueurs des Oscars sont : Danse avec les loups (1990), Le Silence des Agneaux (1991), Impitoyable (1992), La Liste de Schindler (1993), Forrest Gump (1994), Braveheart (1995), Le Patient anglais (1996), Titanic (1997), Shakespeare in Love (1998) et American Beauty (1999)
- Les 15 films les plus lucratifs de la décennie sont (dans l'ordre décroissant) : Titanic, Star Wars, épisode I : La Menace fantôme, Jurassic Park, Independence Day, Le Roi lion, Forrest Gump, Sixième Sens, Armageddon, Maman, j'ai raté l'avion !, Pulp Fiction, Ghost, Twister, Il faut sauver le soldat Ryan, Pretty Woman, Matrix, Mission : Impossible, Danse avec les loups, La Momie, et Bodyguard[20].
- Le film Titanic devient un phénomène culturel à travers le monde, ainsi que le film le plus lucratif de tous les temps avec des recettes aux environs de 1,8 milliard de $ dans le monde entier. Il tiendra ce record pour environ une décennie jusqu'en 2010 quand le même réalisateur James Cameron fit un autre film qui reprit le titre, celui-ci étant Avatar[21].
- Les films produits par les Walt Disney Animation Studios devinrent populaires encore une fois quand les studios recommencèrent à tourner des films animés musicaux et familiaux traditionnels (cependant, les films prirent un thème émotionnel plus sombre) ; cette ère fut connue comme étant le Second Âge d'or de Disney.
- Voir la liste de films français sortis dans les années 1990.

### Jeux vidéo

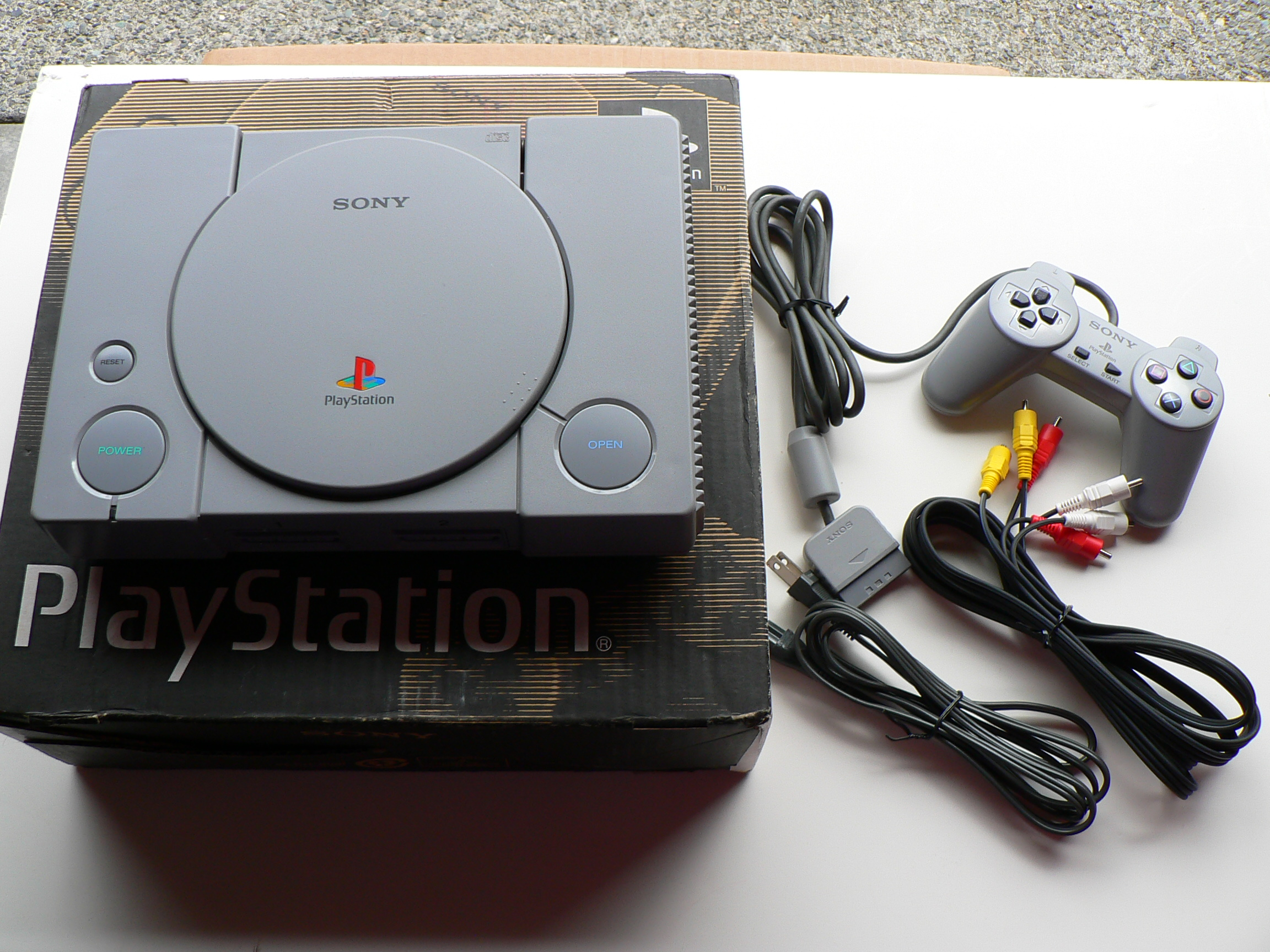
La console PlayStation, parue au milieu des années 1990.

Le jeu vidéo connaitra une forte explosion dans les années 1990, et s'ouvrira de plus en plus au grand public, notamment avec les sorties des Sega Saturn et Sony PlayStation, suivies par la Nintendo 64, consoles de salon capables d'afficher des jeux entièrement en 3D. Nintendo et les évolutions de sa Game Boy auront également contribué à ce succès.
Le jeu vidéo devient un loisir courant, et c'est durant cette décennie qu'il commencera vraiment à s'installer dans tous les foyers. Les années 2000 marqueront une croissance encore plus accélérée pour l'industrie.
En 1992 paraît Wolfenstein 3D, le premier jeu vidéo de tir à la première personne en 3D.

### Mode
Dans les années 1990, la mode vestimentaire change profondément, laissant les tendances des années 1980 disparaître. L'Anti-fashion apparaît alors comme un rejet du matérialisme des années précédentes. Ce mouvement majeur aux multiples courants divers voit le grunge dès le début de la décennie. L'« authenticité », l'écologie ou les modes ethniques s'installent de façon durable.
Les maisons italiennes dynamisent la mode en introduisant des styles sophistiqués et colorés, et également la sexualité. Leur succès durera toute cette période. En parallèle, le sportswear, apparu bien avant avec l'usage des vêtements de sport par la rue, est toujours présent. Les créateurs voguent pour la plupart à travers ces tendances, passant de l'une à l'autre au cours des années.
De son côté, la haute couture parisienne, déjà en déclin depuis de nombreuses années malgré les années fastes de la décennie précédente, subit des récessions économiques, ainsi que le renouveau du prêt-à-porter. Les marques, jusque-là le plus souvent indépendantes, sont regroupées peu à peu dans de grands groupes de luxe tels LVMH.
Le courant minimaliste marque fortement la décennie, tandis que le sportswear traverse l'époque. Versace, McQueen, Galliano et Chanel avec Lagerfeld sont des noms incontournables du luxe. Tommy Hilfiger, Calvin Klein ou Ralph Lauren continuent à étendre leurs empires, ainsi que Gap ou Zara.

## Religion
En 1992, les résultats de la commission d'étude sur la controverse ptoléméo-copernicienne des XVIe – XVIIe siècles sont présentés par le cardinal Paul Poupard. Jean-Paul II fait un discours devant l'Académie pontificale des sciences pour rendre hommage à Galilée et reconnaître les erreurs commises par la plupart des théologiens au XVIIe siècle dans la condamnation de Galilée (voir repentance de l'Église catholique).